# Biele (Ślesin)
Pour les articles homonymes, voir Biele.
Biele (prononciation : [ˈbjɛlɛ]) est un hameau polonais du village de Lubomyśle de la gmina de Ślesin dans le powiat de Konin de la voïvodie de Grande-Pologne dans le centre-ouest de la Pologne.
Il se situe à environ 2 kilomètres à l'ouest de Ślesin (siège de la gmina), à 16 kilomètres au nord de Konin (siège du powiat) et à 92 kilomètres à l'est de Poznań (capitale régionale).
Le hameau possédait une population de 42 habitants en 2006.

## Histoire
De 1975 à 1998, le hameau faisait partie du territoire de la voïvodie de Konin.

Depuis 1999, Biele est situé dans la voïvodie de Grande-Pologne.